# Temporada 1971-72 de la ABA
La Temporada 1971-72 de la ABA fue la quinta temporada de la American Basketball Association. Tomaron parte 11 equipos divididos en dos conferencias, disputando una fase regular de 84 partidos cada uno. Los campeones fueron los Indiana Pacers que derrotaron en las Finales a los New York Nets.

## Equipos participantes
La única variación que se produjo con respecto a la temporada anterior fue la de los Texas Chaparrals, que recuperaron su antigua denominación de Dallas Chaparrals. Esta es la relación completa de equipos:
- Carolina Cougars
- Dallas Chaparrals
- Denver Rockets
- Indiana Pacers
- Kentucky Colonels
- Memphis Pros
- New York Nets
- Pittsburgh Condors
- The Floridians
- Utah Stars
- Virginia Squires

## Clasificaciones finales
| Equipo             | G  | P  | %    | PV |
| ------------------ | -- | -- | ---- | -- |
| Kentucky Colonels  | 68 | 16 | 81,0 | -  |
| Virginia Squires   | 45 | 39 | 53,6 | 23 |
| New York Nets      | 44 | 40 | 52,4 | 24 |
| The Floridians     | 36 | 48 | 42,9 | 32 |
| Carolina Cougars   | 35 | 49 | 41,7 | 33 |
| Pittsburgh Condors | 25 | 59 | 29,8 | 43 |

| Equipo            | G  | P  | %    | PV |
| ----------------- | -- | -- | ---- | -- |
| Utah Stars        | 60 | 24 | 71,4 | -  |
| Indiana Pacers    | 47 | 37 | 56,0 | 13 |
| Dallas Chaparrals | 42 | 42 | 50,0 | 18 |
| Denver Rockets    | 34 | 50 | 40,5 | 26 |
| Memphis Pros      | 26 | 58 | 31,0 | 34 |

## Estadísticas
| Categoría                    | Jugador         | Equipo             | Prom. |
| ---------------------------- | --------------- | ------------------ | ----- |
| Puntos por partido           | Charlie Scott   | Virginia Squires   | 34,6  |
| Rebotes por partido          | Artis Gilmore   | Kentucky Colonels  | 17,8  |
| Asistencias por partido      | Bill Melchionni | New York Nets      | 8,4   |
| Porcentaje de tiros de campo | Artis Gilmore   | Kentucky Colonels  | 59,8  |
| Porcentaje de tiros libres   | George Lehmann  | Carolina / Memphis | 88,0  |
| Porcentaje de tiros de 3     | Red Robbins     | Utah Stars         | 40,8  |

## Premios de la ABA
- MVP de la temporada: Artis Gilmore, Kentucky Colonels
- Rookie del año: Artis Gilmore, Kentucky Colonels
- Entrenador del año: Tom Nissalke, Dallas Chaparrals
- MVP de los Playoffs: Freddie Lewis, Indiana Pacers
- Mejor quinteto de la temporada:
  - Dan Issel, Kentucky Colonels
  - Rick Barry, New York Nets
  - Artis Gilmore, Kentucky Colonels
  - Donnie Freeman, Dallas Chaparrals
  - Bill Melchionni, New York Nets
- 2º mejor quinteto de temporada:
  - Willie Wise, Utah Stars
  - Julius Erving, Virginia Squires
  - Zelmo Beaty, Utah Stars
  - Ralph Simpson, Denver Rockets
  - Charlie Scott, Virginia Squires
- Mejor quinteto de rookies:
  - Julius Erving, Virginia Squires
  - George McGinnis, Indiana Pacers
  - Artis Gilmore, Kentucky Colonels
  - Johnny Neumann, Memphis Pros
  - John Roche, New York Nets